# Альфред Джон Нанна
Альфред Джон Нанна (англ. Alfred John Nanna, 24 червня 1944) — нігерійський дипломат. Надзвичайний і Повноважний Посол Нігерії в Україні.

## Біографія
Народився 24 червня 1944 року в місті Делта, Нігерія. Закінчив Лагоський університет, баптистський коледж. Університет Ломі в Беніні, бакалавр мистецтв.
З 1972 по 2000 — співробітник посольства Нігерії в Нігері, співробітник постійного представництва Нігерії в Європейському відділенні ООН в Женеві, співробітник посольства Нігерії в Малі, співробітник постійної місії Нігерії при ООН у Нью-Йорці (США), співробітник посольства Нігерії в Зімбабве. З 2000 по 2004 — Надзвичайний і Повноважний Посол Нігерії в Києві (Україна).